# Febbre di vivere
Febbre di vivere és una pel·lícula dramàtica italiana del 1953 dirigida per Claudio Gora. El 2008 fou inclosa a la llista 100 film italiani da salvare.

## Sinopsi
Massimo viu de luxe, però en realitat està aclaparat pels deutes i està ficat en el negoci ombrívol del pavelló de carreres que gestiona. Per donar suport a la seva il·lusòria vida com a home ric, es veu obligat a recórrer als usuraris. Passa els dies amb un grup d'altres joves esnobs i ociosos. La seva parella Elena l'estima, però no té cap dubte a trair-la. El seu amic Daniele surt de la presó, on va acabar tot i ser innocent i descobreix que Massimo, per embutxacar-se una suma irrisòria, havia subornat l’advocat que defensava Daniele i provocà que el seu amic fos condemnat. Elena està embarassada, i una estafa, descoberta a la seva sala de carreres, crea nous problemes a Massimo.
Per silenciar Daniele, Massimo organitza una reunió amb Lucia, la seva exnòvia, però la noia ja no vol saber d'aquest vell amor. Per sortir de les pressions d’Elena, Massimo convenç un jove amic perquè es faci responsable de l'embaràs d’Elena i que demani ajuda als seus pares. D’aquesta manera aconsegueix que la noia sigui confiada a un metge sense escrúpols que accepta fer-la avortar. Quan l’amic descobreix que l’han utilitzat i es rebel·la, provoca una baralla i mor colpejat per Massimo. Per donar la impressió d’un suïcidi, Massimo llença el cadàver per la finestra, però en aquest moment Lucia, fins i tot enamorada d’ell, el denuncia i el fa detenir. Mentrestant, Elena s'escapa de les urpes del metge i decideix continuar l'embaràs, mentre Daniele no renuncia, li confessa a Lucia que encara l'estima i que sabrà esperar-la.

## Repartiment
- Massimo Serato - Massimo
- Marina Berti - Lucia
- Anna Maria Ferrero - Elena
- Marcello Mastroianni - Daniele
- Sandro Milani - Sandro
- Nyta Dover - Simona
- Rubi D'Alma - La comtessa mare
- Vittorio Caprioli - Pierra
- Paola Mori - Lisey
- Carlo Mazzarella - Carletto

## Producció
Una investigació valenta sobre el medi ambient i els costums de les noves generacions, l'argument és extret de Cronaca, una obra de teatre de Leopoldo Trieste estrenada el 1946. La pel·lícula és la segona prova com a director de l’actor Claudio Gora, després del seu debut tres anys abans amb Il cielo è rosso, basat en la novel·la homònima de Giuseppe Berto.

## Recepció
La pel·lícula va ser rebuda positivament per la crítica, però va tenir uns ingressos modestos (confirmats fins al 31 de març de 1959, 76.199.183 lires italianes). Als Nastri d'argento 1953 va rebre el premi a la millor direcció i a la banda sonora.